# Organització Internacional del Treball
L'Organització Internacional del Treball (OIT), en anglès: International Labour Organization i en francès: Organisation internationale du travail, és un organisme de cooperació internacional, fundat l'11 d'abril de 1919, en el marc de les negociacions del tractat de Versalles. Inicialment de caràcter autònom, es va adherir a les Nacions Unides el 14 de desembre de 1946, fet que el va convertir en el primer organisme especialitzat de l'organització.
Té la seu a Ginebra (Suïssa), i un centre de formació a Torí, Itàlia, i durant la Segona Guerra Mundial la seu es va instal·lar temporalment a Mont-real. Té 175 estats membres i el seu director general actual, des de l'agost de 2004, és Juan Somavía.

## Història

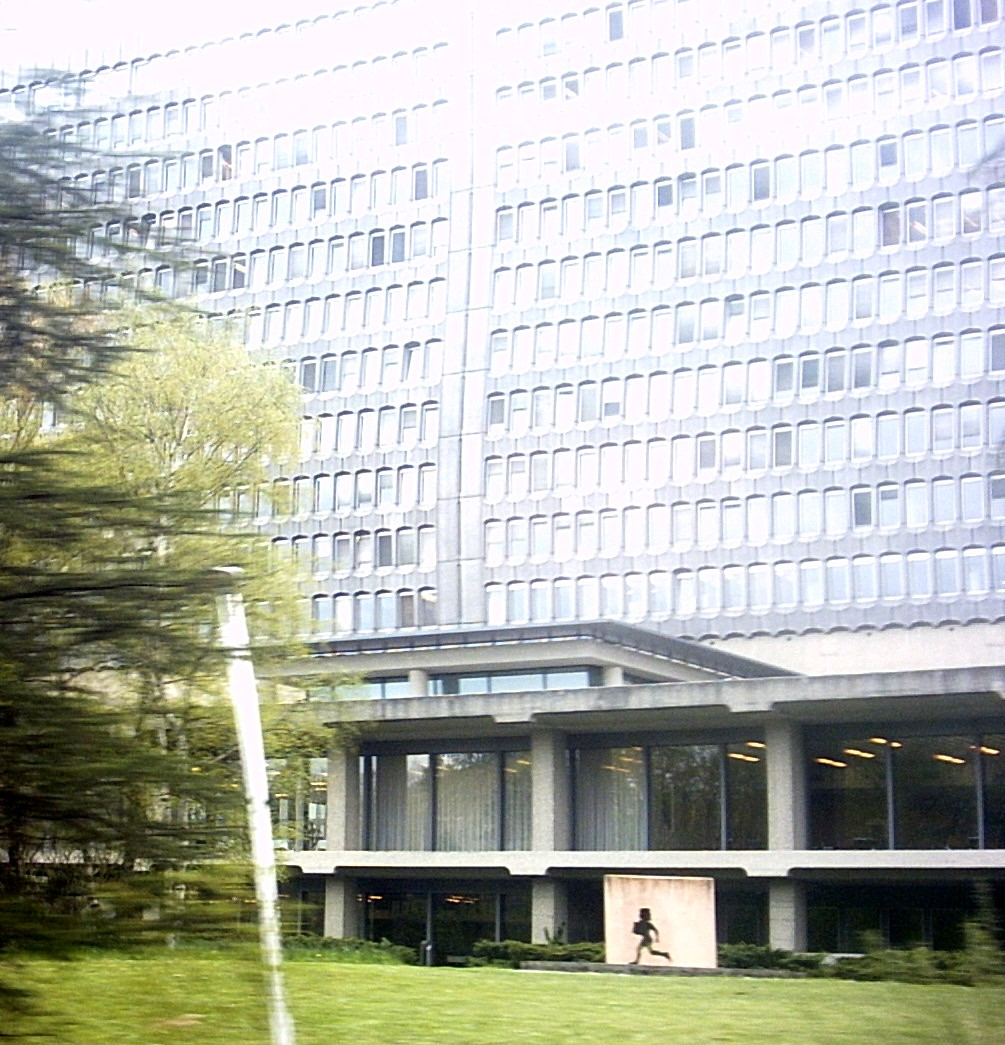
Seu de l'OIT a la ciutat de Ginebra

L'Organització Internacional del Treball va ser fundada el 1919 en el marc de les negociacions que es van obrir en una Conferència de Pau realitzada primer a París i després a Versalles en finalitzar la Primera Guerra Mundial.
Les negociacions van tenir la particularitat de ser realitzades entre els governs, els sindicats i la patronal, que van prendre com a base l'Associació Internacional per a la Protecció Legal dels Treballadors que havia estat fundada a Basilea el 1901 per a establir la Constitució de l'Organització Internacional del Treball, adoptada per la Conferència de Pau de París i inclosa en la secció XIII del Tractat de Versalles.
L'Organització Internacional del Treball es va organitzar des d'un principi amb un govern tripartitt, únic en el seu gènere, integrat per representants dels governs, els treballadors i la patronal, que van escollir com a primer Director General el francès Albert Thomas.
Entre 1919 i 1921 l'OIT va sancionar setze convenis internacionals del treball i divuit recomanacions i el 1926 es va introduir un mecanisme de control, encara vigent, pel qual cada país havia de presentar anualment una memòria informant sobre l'estat d'aplicació de les normes internacionals. Amb la finalitat d'examinar aquestes memòries es va crear també la Comissió d'Experts, integrada per juristes independents, que cada any presenta el seu informe a la Conferència.
El 1944, quan encara la guerra no havia acabat, la Conferència Internacional del Treball a Filadèlfia va aprovar la Declaració de Filadèlfia que es va integrar com un annex a la Constitució, fixant els principis, fins i objectius de l'OIT. En 1948 es va adoptar el Conveni sobre Llibertat Sindical Nº 87. L'OIT té com a objectius les millores de les condicions de treball en els països membres, mitjançant promulgació de normatives internacionals i convenis relatius a diverses qüestions (salaris, edat mínima de treball, llibertat d'associació sindical).
Entre 1948 i 1970, durant la direcció de l'estatunidenc David Morse, a causa del procés de descolonització es va duplicar el nombre d'estats membres de l'Organisme, quedant en minoria els països industrialitzats. L'OIT va ampliar les seves activitats quintuplicant el pressupost i quadruplicant el nombre dels seus treballadors. El 1960 es va crear l'Institut Internacional d'Estudis Laborals i el 1965 el Centre Internacional de Perfeccionament Professional i Tècnic, amb seu a Torí. El 1969, amb motiu del seu cinquentanari, fou guardonada amb el Premi Nobel de la Pau pels seus treballs en la cooperació internacional en el camp del treball.
El 1977 Estats Units es va retirar de l'OIT causant una crisi pressupostària a causa de la disminució automàtica del pressupost en un 25%, problema que no fou controlat fins al seu reingrés el 1980.
Durant dècada del 1980 l'OIT va ocupar un paper decisiu en el desenvolupament del Sindicat Solidaritat dirigit per Lech Walesa, aplicant el Conveni sobre la Llibertat Sindical (1948). Finalitzada la Guerra Freda i enfront del procés de globalització i deterioració dels drets laborals arreu del món, l'OIT ha assenyalat la necessitat de donar prioritat al compliment de les Normes i Principis i Drets Fonamentals en el Treball garantits pels vuit convenis fonamentals: llibertat sindical, negociació col·lectiva, abolició del treball forçós, abolició del treball infantil i eliminació de la discriminació en matèria d'ocupació, destacant els conceptes d'ocupació decent i democratització de la globalització.
La OIT té un programa especialitzar en el treball infantil, el Programa internacional per l'eliminació del treball infantil (IPEC).

## Òrgans

### Conferència Internacional
La Conferència Internacional del Treball és l'òrgan superior de l'OIT. Es reuneix anualment, al juny, a la ciutat de Ginebra. Està integrada per quatre delegats per cada país membre, dos d'ells triats pel govern, i els altres dos proposats per les organitzacions de treballadors i patronals respectivament. D'aquesta manera, la meitat dels integrants de la Conferència representen als governs, mentre que una quarta part integra el bloc de treballadors, i l'altra quarta part integra el bloc de la patronal.
A la Conferència Internacional li correspon la sanció de les normes internacionals del treball, fonamentalment convenis i recomanacions per les dues terceres parts dels seus membres.
També correspon a la Conferència Internacional examinar les memòries anuals que cada país ha de presentar sobre l'estat de l'aplicació de les normes internacionals en cada país, i eventualment aprovar recomanacions en els casos que existeixen deficiències. En aquesta tasca la Conferència compta amb l'ajuda de la important Comissió d'Experts que ha d'examinar cada memòria i produir un informe a la Conferència recomanant els cursos d'acció en cada cas.
A partir de 1998 la Conferència ha d'examinar l'Informe Global sobre la Declaració de l'OIT relativa als Principis i Drets Fonamentals en el Treball, que ha de preparar l'Oficina, havent de donar comptes, cada any en forma rotativa, l'estat en el qual es troben cadascun d'aquests punts: 
- llibertat sindical i d'associació i reconeixement efectiu del dret a la negociació col·lectiva;
- l'eliminació de totes les formes de treball forçós o obligatori;
- l'abolició efectiva del treball infantil,
- l'eliminació de la discriminació en el treball i l'ocupació.

#### Comissió d'Experts
La Comissió d'Experts en Aplicació de Convenis i Recomanacions (CEACR) és un organisme permanent assessor de la Conferència Internacional, integrat per juristes especialistes en Dret Internacional del Treball.
La funció de la Comissió d'Experts és examinar les memòries que tots els països tenen l'obligació de presentar cada any, detallant l'estat que es troba l'aplicació dels convenis internacionals en cada país.
Cada any la Comissió d'Experts ha de presentar el seu informe a la Conferència, amb l'opinió que li mereix cada situació i les recomanacions que proposa en cada cas. Les opinions de la Comissió d'Experts han adquirit gran importància jurídica per a la interpretació de les normes internacionals i es troben recopilades com jurisprudència en cada conveni, en la base de dades ILOLEX Arxivat 2007-12-07 a Wayback Machine..

### Consell d'Administració
El Consell d'Administració està integrat per 56 persones. Dels 28 integrants que corresponen als governs, 10 són designats directament pels deu països de major importància industrial i la resta pels delegats governamentals en la Conferència. Els altres 28 membres corresponen en parts iguals als treballadors i patyronals i són triats pels blocs corresponents en la Conferència. Els membres es renoven cada tres anys.
És l'òrgan administratiu de l'OIT, es reuneix quadrimestralment i actua a través de l'Oficina Internacional del Treball, les regles dels quals estableixen el seu funcionament.

#### Comitè de Llibertat Sindical
El Comitè de Llibertat Sindical (CLS) és un important organisme que depèn del Consell d'Administració, integrat per nou dels seus membres, pertanyents per parts iguals als tres blocs. La seva funció és intervenir en la queixes relacionades amb la llibertat sindical, derivades de les potencials violacions als Convenis Internacionals Nº 87 i 98 i aquells que resulten complementaris.
La importància del CLS radica en l'alt perfil polític dels seus membres, i en la facultat que té per a produir recomanacions crítiques als governs, quan determina que la llibertat sindical ha estat afectada. Existeix un procediment específic per a processar les queixes per violacions a la llibertat sindical.

### Oficina Internacional del Treball i Director General
L'Oficina Internacional del Treball està dirigida pel director General, triat per la Conferència Internacional en mandats de cinc anys, qui al seu torn contracta el personal d'acord amb estrictes normes de concursos.
Els Directors Generals de l'OIT han estat: 
- 1919-1932: Albert Thomas
- 1932-1939: Harold Butler
- 1939-1941: John Winant
- 1941-1948: Edward Phelan
- 1948-1970: David Morse
- 1970-1973: Wilfred Jenks
- 1973-1989: Francis Blanchard
- 1989-1999: Michel Hansenne
- 1999-actualitat: Juan Somavía

#### Oficines regionals
L'Oficina Internacional del Treball posseeix una estructura regional descentralitzada en cinc regions: 
- Àfrica
- Amèrica Llatina i el Carib
- Països Àrabs
- Àsia i el Pacífic
- Europa i Àsia central

Al seu torn, cada regió té oficines subregionals i d'àrea. Estats Units i el Canadà no estan inclosos en cap regió especial.

#### Direcció executiva de Diàleg Social
L'Oficina Internacional del Treball està integrat per un gabinet de cinc directius. Una d'elles és la de Diàleg Social la qual al seu torn està dividida en dos importants estructures: les oficines de suport a les activitats dels treballadors (ACTRAV) i la patronal (ACTEMP).

##### ACTRAV
ACTRAV és l'Oficina de Suport a les Activitats dels Treballadors. Actua en relació directa amb el bloc de treballadors de la Conferència Internacional, les dues centrals internacionals (CSI i FSM), els sindicats mundials (federacions sindicals internacionals) i les centrals sindicals nacionals.

##### ACTEMP
ACTEMP és l'Oficina de Suport a les Activitats de la Patronal. Actua en relació directa amb el bloc de patronals de la Conferència Internacional, la central internacional (OIE), i les càmeres empresarials sectorials, regionals i nacionals.